# Eight Man
Eight Man (jap. エイトマン, Eitoman, auch 8マン, 8 Man) ist eine Mangaserie von Kazumasa Hirai und Jiro Kuwata, die in Japan von 1963 bis 1966 erschien. Die Serie wurde noch im Jahr der Erstveröffentlichung als eine der ersten Anime-Fernsehserien umgesetzt und wurde viele Jahre später in Form von zwei Realfilmen umgesetzt. Die amerikanische Fassung des Animes wurde auch bekannt als Tobor the Eighth Man. In den 1990er Jahren erfuhr der Manga und die Animeserie eine Fortsetzung durch 8-man After. Das Werk ist in die Genres Shōnen, Science-Fiction und Action einzuordnen.

## Inhalt
Der Polizist Hachiro Azuma kommt beim Einsatz gegen eine Gangsterbande um, doch Professor Tani kann seine Erinnerungen retten. Mit ihnen erschafft er einen Cyborg, den achten Prototyp einer militärischen Testreihe für das Land Amarco. Mit diesem Körper bekämpft Eight Man nun das organisierte Verbrechen, kriminelle Cyborgs und Mutanten. Seine verbrauchte Energie füllt Eight Man auf, indem er radioaktive Zigaretten raucht.

## Veröffentlichung
Die Serie erschien von Mai 1963 bis 1966 im Magazin Weekly Shōnen Magazine des Verlags Kodansha. Die Kapitel wurden auch in zehn Sammelbänden veröffentlicht. Der Manga wurde nicht in andere Sprachen übersetzt, doch in Japan folgten mehrere Neuauflagen bei Akita Shoten, Daitosha, Fusosha und Manga Shop.

## Anime-Adaption

### Produktion
Unter der Regie von Haruyuki Kawajima entstand in den Studios Eiken und TCJ Animation noch im Jahr der Erstveröffentlichung des Mangas eine Anime-Fernsehserie auf dessen Grundlage. Die Drehbücher schrieben Kazumasa Hirai, Ryo Hanmura, Tsunehisa Tomita, Tetsuyoshi Onuki und Masaki Tsuji, wobei Hirai und Hanmura ihre Erfahrung als Science-Fiction-Romanautoren einbrachten. Für das Charakterdesign war Jiro Kuwata verantwortlich und die Musik der Serie komponierte Tetsuaki Akibara. Die künstlerische Leitung lag bei Minori Izumitani, Tadashi Igarashi und Toshiyuki Ozeki. Der verantwortliche Produzent war Toshimichi Miwa. Wie alle Anime-Serien seiner Zeit und die meisten überhaupt wurde Eight Man in Limited Animation produziert.

### Veröffentlichungsgeschichte
Die 56 halbstündigen Folgen der Serie wurde ab dem 7. November 1963 von TBS in Japan ausgestrahlt. Am 31. Dezember 1964 endete die Erstausstrahlung. 1965 wurde die Serie von ABC Films an regionale Sender in den USA vertrieben. Die lokalisierte Version Tobor the Eighth Man wurde für diesen Zweck von Gene Prinz, Frank Schuller und Reuben Guberman stark bearbeitet. So wurden alle Namen durch amerikanische ersetzt und die Folgen nachbearbeitet. So nahm Eight Man nun Pillen, anstatt Zigaretten zu rauchen. Nur 52 der 56 Folgen wurden in den USA gezeigt. Winston Sharples schrieb einen neuen Text für den Vorspann. Premiere war am 7. September 1965 beim Sender WPIX in New York. Auch im marokkanischen und im portugiesischen Fernsehen wurde die Serie gezeigt.

### Synchronisation
| Rolle               | japanischer Sprecher (Seiyū) |
| ------------------- | ---------------------------- |
| 8 Man/Hachiro Azuma | Sakae Takayama               |
| Ichiro Hikaki       | Kazue Tagami                 |
| Sachiko             | Miyuki Ueda                  |
| Senyūemon Tanaka    | Shirō Amakusa                |

## Realverfilmungen
Als erste Realfilmadaption des Stoffs wurde am 31. August 1987 8 Man Has Returned von Fuji TV gezeigt. Bei der Produktion führte Akinori Kikuchi Regie, das Drehbuch schrieb Masakazu Shirai. 1992 folgte der unter Regie von Yasuhiro Horiuchi entstandene Kinofilm Eitoman – Subete no Sabishī Yoru no Tame ni. das Drehbuch stammt von Mitsuyuki Miyazaki und Junko Suzuki.

## Andere Adaptionen und Fortsetzungen
In den 1990er Jahren kamen weitere Adaptionen des Mangas heraus. Zunächst erschien 1991 bei SNK ein Videospiel für den Automaten Neo-Geo und das Home Video Game System.
1993 kam die Original Video Animation 8-man After heraus. Der vier Teile umfassende Anime entstand bei J.C.Staff und wurde im folgenden Jahr um eine gleichnamige Mangaserie von Masahiro Suematsu ergänzt. Diese erschien wie schon die Originalserie im Weekly Shōnen Magazine. Im Magazine Z erschien von 2005 bis 2006 ein weiterer Manga, geschrieben von Kyoichi Nanatsuki und gezeichnet von Takayuki Takashi, unter dem Titel 8 Man Infinity.

## Bedeutung
Der Manga beeinflusste die nachfolgenden Science-Fiction-Serien, indem er das von Astro Boy etablierte Thema eines freundlichen Roboters, der den Menschen hilft, ausbaute. Der Anime war Vorläufer von Werken wie Cyborg 009 und Robocop und beeinflusste direkt die in den 1970er Jahren entstandene Serie Der Sechs-Millionen-Dollar-Mann. In der Anime Encyclopedia wird bedauert, dass einiger Charme und Anspielungen, die die Science-Fiction-Autoren in die Handlung eingebracht haben, bei der englischen Umsetzung verloren gegangen sind. Dennoch wurde die Serie noch bis in die frühen 1970er Jahre im amerikanischen Fernsehen gezeigt. Der Anime wurde in den USA jedoch nicht als japanische Produktion wahrgenommen.
Eight Man wird von Hikawa Ryūsuke zugeschrieben, dass die Serie als eine der ersten Fernsehserien ein älteres Publikum ansprechen wollte, indem auf komplexere Charakterzeichnung und -motivation geachtet wurde.